# Маевская, Ева
Ева Маевская (пол. Ewa Alicja Majewska, род. 21 июля 1978, Варшава) — польский философ, политический деятель и писательница. В 1990-х и начале 2000-х годах она участвовала в анархистских, экологических и женских движениях.
Ева — участница известных международных конференций, проектов и публикует статьи и эссе в журналах и сборниках, в том числе: e-flux, Signs, Third Text, Journal of Utopian Studies и Jacobin.
Она была приглашённым сотрудником в Институте наук о человеке (Вена) при Калифорнийском университете в Беркли, и является членом Института культурных исследований (Берлин).

## Биография
Маевская изучала философию, французскую литературу и гендерные исследования в Варшавском университете. Получила докторскую степень по философским концепциям семьи в Варшавском университете в 2007 году. С 2003 года — преподаватель гендерных исследований в университете.
С 2011 по 2013 год она была профессором Института культуры Ягеллонского университета в Кракове, Польша, затем два года была приглашённым сотрудником Института наук о человеке в Вене и ещё два года (2014—2016) в Институте культурных исследований в Берлине.
Ева изучает философию Гегеля, уделяя особое внимание диалектике и слабой феминистской критической теории, а также антифашистским культурам. Её книга "Feminist Antifascism: Counterpublics of the Common" вышла в издательстве Verso в 2021 году.
Ева стала волонтёром в польской IndyMedia и трудилась в женской секции Комитета помощи и защиты репрессированных профсоюза Август 80. Она также является автором отчёта о насилии в отношении женщин в семье и интимных отношениях для польского отделения Amnesty International (2005).
В 2004 году вместе с Александрой Палисевич создала группу Syreny TV, где были подготовлены документальные фильмы о серии варшавских демонстраций и проекте «Все вперёд к крайне правым» (2005). Этот фильм представляет собой запись разговоров, вращающихся вокруг аналогии между Польшей 2005 года и Веймарской республикой. Фильм был показан в Веймаре на фестивале «Attention, Polen Kommen!» (2005) и на выставках в Варшаве и Гданьске.

### Политика
В 2015—2018 годах она была членом польской социал-демократической политической партии Lewica Razem (Левые вместе), занимала посты в наблюдательном комитете и национальном совете партии. На парламентских выборах в 2015 году баллотировалась в Сейм Варшавского округа с 26-м местом в общем списке. В составе партии участвовала в работе уставной комиссии, а также выступала соавтором программы «Вместе за культуру». В мае 2016 года была избрана в ревизионную комиссию партии, а в июне 2017 года — в нацсовет. С конца 2018 года Ева больше не является членом партии.

## Книги

### Как единственный автор
- Art as a guise? Censorship and other paradoxes of politicizing culture. Krakow: Ha!art corporation, 2013, series: The Radical Line. ISBN 978-83-64057-30-4.
- Feminism as a social philosophy. Sketches from family theory. Warsaw: Difin, 2009. ISBN 978-83-7641-091-3 ISBN 978-83-7641-091-3.

### В соавторстве
- Ewa Majewska, Jan Sowa (ed.): Zniewolony umysł 2. Krakow: korporacja ha!art, 2007, series: The Radical Line. ISBN 83-89911-61-2 ISBN 83-89911-61-2.
- Martin Kaltwasser, Ewa Majewska, Kuba Szreder (ed.): Futurism of industrial cities. Kraków: korporacja ha!art, 2007. ISBN 978-83-89911-70-4 ISBN 978-83-89911-70-4.
- E. Majewska, E. Rutkowska, Equal School, House of Polish-German Cooperation, Gliwice, 2007.
- A. Wolosik, E. Majewska, Sexual harassment Stupid fun or serious matter, Diffin Publishing House, Warsaw, 2011.

### Недавние публикации
- Anti-fascist Cultures, Institutions of the Common, and Weak Resistance in Poland, in: Third Text, 33/2019: A Bitter Victory?
- Praktyka Teoretyczna on Weak Resistance (2/2019):  Архивировано 31 января 2020 года.
- On Feminism: Feminism Will Not Be Televised
- On Ophelic Counterpublics: Ewa Majewska en